# Scherdemael
Le quartier du Scherdemael (en néerlandais : Scherdemaal) est un quartier de la commune d'Anderlecht (Région de Bruxelles-Capitale) délimité par la rue de Neerpede et la chaussée d'Itterbeek, l'avenue Romain Rolland et le boulevard Joseph Bracops. C'est un quartier relativement calme qui est traversé par le parc de Scherdemael.

## Géographie
Le quartier du Scherdemael tient son nom du plateau qu'il occupe en partie mais qui s'étend plus à l'ouest du boulevard Joseph Bracops - comme semble l'indiquer la rue de Scherdemael, située largement à l'ouest du boulevard périphérique.
Le plateau culmine à 48 m. d'altitude et est traversé par la ligne de partage des eaux du Broekbeek et du Neerpedebeek.

## Toponymie
La première utilisation connue du terme Scherdemael date de 1442.
Le plateau correspondant au quartier s'appelait le Groot Scherdemaelveld - en tous cas en 1766 - le grand champ du Scherdemael. La carte de Ferraris en revanche ne reprend aucun nom pour le plateau en question.
Scherde est à rapprocher de schrede, un pas et schriden, marcher. Le sens de la racine -mael reste obscur et discuté.

## Histoire
Le Scherdemael est cultivé depuis le XIe siècle.
En 1766, deux parcelles du groot Scherdemael veld sont identifiables : l'une appartient au chapitre d'Anderlecht, l'autre aux Chartreux de Bruxelles.
La carte de Ferraris montre bien - sans le nommer - un vaste espace champêtre entre Anderlecht et les hameaux de Neerpede (au sud), du Broeck (au nord).
Au début des années 1930, le conseil communal d’Anderlecht décide de créer un nouveau quartier d'un vingtaine d'hectares sur le plateau de Scherdemael, anciennes terres de cultures maraîchères, entre l’avenue d’Itterbeek et l’avenue de Neerpede. Le projet répondait aux conceptions du temps, avec un réseau géométrique de voiries délimitant des blocs de terrains avec des maisons strictement alignées, mais ne sera pas exécuté. Le quartier reste donc affecté au maraichage jusqu'au milieu du XXe siècle.
En 1945, la Régie Foncière acquiert la totalité des parcelles et développe un nouveau plan dans l'esprit du « Park system », réalisant la structuration d’une unité d’habitation complète où se côtoient les immeubles à appartements, les villas unifamiliales et les bâtiments de services ainsi qu’un centre commercial, une église, une école primaire, le tout organisé autour et dans un espace vert avec ses plaines de jeux et de sports et des stationnements. Le Scherdemael est aujourd'hui un exemple de ce type d'aménagement en région bruxelloise et est à ce titre un quartier résidentiel, verdoyant, et calme centré sur le parc homonyme.

## Curiosités et sites importants
- Hôpital Joseph Bracops

### Environnement
- Parc de Scherdemael
- Inventaire dendrologique du plateau du Scherdemael, en ligne.
  - en particulier les séquoias géants dans le Plateau De Scherdemael à Anderlecht

### Enseignement
- École maternelle et primaire du Scherdemael (P14), avenue Camille Vaneukem, no 31, fondée en 1958[8]
- Institut Notre-Dame «Agaves», drève des Agaves, no 2.
- Institut Redouté-Peiffer, école secondaire relevant de la Commission communautaire française
- Kasterlinden, école secondaire spécialisée (internat) relevant de la Vlaamse gemeenschap commissie.